# Uloborus pseudacanthus
Uloborus pseudacanthus är en spindelart som beskrevs av Pelegrín Franganillo Balboa 1910. 
Uloborus pseudacanthus ingår i släktet Uloborus och familjen krusnätsspindlar. Artens utbredningsområde är Portugal. Inga underarter finns listade i Catalogue of Life.